# 81gy busz (Budapest)
A budapesti 81-es (gyors 81-es) jelzésű autóbusz a Nagyvárad tér és a Táblás utca között közlekedett. A vonalat a Budapesti Közlekedési Vállalat üzemeltette.

## Története
1972. december 23-án új gyorsjáratot indítottak a Madách tér és a József Attila lakótelep, Lobogó utca között 181-es jelzéssel. 1977. január 3-án a 181-es gyorsjárat jelzését 81-esre változtatták és a Táblás utcáig hosszabbították, illetve a Madách tértől a 81-es busszal együtt a Nagyvárad térig rövidítették. A metróépítés miatt terelt útvonalon, a Népligeten, a Fertő utcán és a Ceglédi utcában keresztül érte el a József Attila-lakótelepet. 1978. december 27-étől az újonnan átadott Üllői úti felüljárón keresztül végig az Üllői úton közlekedett. 1980. március 28-án a 81-es megszűnt, a 81-est az Ecseri útig rövidítették és elindították a 189-es és 189A jelzésű buszokat az Aszódi utca és a Táblás utca, illetve a Lobogó utca között.

## Útvonala
| Táblás utca felé |
| Nagyvárad tér vá. – Mező Imre út – Elnök utca – Delej utca – Üllői út – felüljáró – Üllői út – Ecseri út – Epreserdő utca – Ifjúmunkás utca – Dési Huber utca – Napfény utca – Illatos út – Táblás utca – Táblás utca vá. |
| Nagyvárad tér felé |
| Táblás utca vá. – Táblás utca – Illatos út – Napfény utca – Lobogó utca – Dési Huber utca – Ifjúmunkás utca – Epreserdő utca – Ecseri út – Üllői út – felüljáró – Üllői út – Nagyvárad tér vá.                            |

## Megállóhelyei
| 0  | Nagyvárad tér végállomás | 20 | 13B, 24, 50, 50A 13AV, 33, 35, 35, 51V, 51AV, 81, 89A, 93, 135, 199 |
| 16 | Lobogó utca              | 4  | 81, 181                                                             |
| 20 | Táblás utca végállomás   | 0  | 54, 54, 154                                                         |